# Toksin
Toksini so strupene snovi, ki spremenijo potek kemičnih reakcij v telesu, kar moti normalno delovanje celic ali celo povzroči celično smrt. Skoraj vsi toksini so beljakovine naravnega izvora - peptidi, beljakovine in drugi produkti živih celic. Z njimi se znanstveno ukvarja toksikologija, veja biokemije.
Nekateri toksini povzročajo strjevanje krvi v malih krvnih žilah. Zato tkivo, ki ga žile oskrbujejo, ni dovolj prekrvavljeno in se poškoduje. Toksini lahko tudi poškodujejo celično steno drobnih krvnih žil, da začnejo puščati. Izguba tekočine povzroči padec krvnega pritiska. Včasih srce zato tudi ne more več zagotoviti zadostnega dotoka krvi v možgane.
Toksičnost je lahko akutna, subkronična ali kronična. Akutna toksičnost zajema škodljive učinke na organizem skozi eno ali kratkotrajno izpostavljenostjo. Subkronična toksičnost je sposobnost strupene snovi za povračanje učinkov za več kot eno leto, vendar manj kot življenjsko dobo izpostavljenemu organizmu. Kronična strupenost je zmožnost snovi ali mešanica snovi, ki povzroča škodljive učinke v daljšem časovnem obdobju, običajno po večkratni ali neprekinjeni izpostavljenosti.